# Bedsted (Tønder Kommune)
Bedsted (deutsch Bedstedt) ist ein nordschleswigscher Ort mit 432 Einwohnern (1. Januar 2023) im äußersten Osten der Tønder Kommune in Dänemark. Bedsted befindet sich (Luftlinie) etwa 8 km südlich von Agerskov, 10 km östlich von Løgumkloster und 14 km westlich von Rødekro im Kirchspiel Bedsted.

## Geschichte

### Erste Zeit
Das Dorf, aus dem der heutige Ort hervorging, entstand im Zeitraum von 500 bis 800 n. Chr.und wurde im Jahre 1266 erstmals mit Bilste betitelt. Um das Jahr 1200 wurde eine Kirche im Süden des Dorfes erbaut.
Im Zeitraum von ungefähr 1260 bis 1470 wurden mehrmals Besitztümer, vor allem Land, in der Umgebung und in Bedsted an das Kloster Løgum vermacht. So verkaufte 1266 ein Ritterssohn sein gesamtes Erbe im Nachbardorf Arndrup und 1302 übertrug eine Person namens Bonde Svir einen Acker an das Kloster. 1334 verschenkte der Ritter Jacob af Roost sein gesamtes Land an das Kloster in Løgum, darunter auch ein Hof im heutigen Bedsted und 1345 wurde von einer Person mit dem Namen Tyge Esbernsen ein weiterer Hof in den Besitz des Klosters übernommen. 1349 verpfändete Nils Henzesen sein gesamtes Vermögen an das Kloster, 1476 übertrug ein Landeigner alle Bewirtschaftungsrechte seines Landes in der Gravlund Mark und tauschte sie gegen ein anderes Stück Land ein. Somit gehörte ein großer Teil des Gebietes mit seinen Höfen zum Kloster Løgum, bis dieses geschlossen wurde.
1496 soll Bedsted seinen ersten eigenen Pastoren bekommen haben. Zur Zeit einer Welle der Pest 1659 starben etwa 30 % der Einwohner Bedsteds und Umgebung.

### 1800 bis 1919
Am 7. April 1808 marschierte eine große Gruppe französischer Soldaten durch Bedsted, es waren Hilfskräfte Dänemarks im Krieg mit Schweden. Etwa 1812 wurde in Bedsted ein Armenhaus errichtet. Am 4. Juni 1848 entbrannte bei Bedsted eine Schlacht im Treårskrig, welcher zwischen Schleswig und Holstein sowie Dänemark ausgetragen wurde.
Ende des 19. und Anfang des 20. Jahrhunderts, zur deutschen Zeit (1867 bis 1920), begann sich Bedstedt zu entwickeln. 1891 wurde die erste Bäckerei gegründet, 1896 wurde das neu gebaute Missionshaus eingeweiht und 1901 ein Bahnhof an der Schmalspurstrecke Aabenraa–Løgumkloster im Zentrum des Ortes errichtet. Im selben Jahr wurden eine Molkerei und ein Jahr später eine Schule mit zwei Klassen sowie 1909 eine weitere Bäckerei gebaut.
Am 1. August 1914 im Ersten Weltkrieg wurden die ersten Männer aus Bedstedt zum Deutschen Heer eingezogen.

## 1920 bis heute
Am 10. Februar 1920 wurde im Kirchspiel Bedsted mit 268 von 359 abgegebenen Stimmen für die Wiedervereinigung Nordschleswigs mit Dänemark gestimmt. Seit dem 15. Juni 1920 gehört Nordschleswig und somit Bedsted wieder zu Dänemark. Außerdem werden 1920 eine Kanalgesellschaft (bestehend bis 1947) und eine Sonntagsschule eingeführt. Der Postversand für die Region wurde im Jahre 1921 von Øster Terp nach Bedsted in einen Kaufmannsladen verlegt. Ende dieses Jahres wurde ein Denkmal zu Ehren der 22 im Ersten Weltkrieg Gefallenen aus der Kirchspielsgemeinde Bedsted (Bedsted Sogn) im Kirchhof der Bedsted Kirke aufgestellt.
1923 wurde ein Gedenkstein in Erinnerung an den Tier- und Landschaftsmaler Johan Thomas Lundbye errichtet. 1925 wurde eine neu gebaute deutsche Schule in Betrieb genommen. 1926 wurde die schmalspurige Bahnstrecke Rødekro–Løgumkloster–Bredebro eingestellt. Das Bahnhofsgebäude besteht bis heute. Etwa eineinhalb Jahre später wurde eine normalspurige Bahnstrecke von Rødekro nach Løgumkloster in Betrieb genommen, ein neuer Bahnhof mit dem Stationsnamen Bedsted Løgum  wurde im Westen von Bedsted gebaut. 1937 wurde auch diese Strecke wieder eingestellt. Dieser zweite Bahnhofsgebäude existiert bis heute.
1937 wurde ein Versammlungshaus und 1947 ein Gedenkstein in Erinnerung an die Wiedervereinigung Nordschleswigs mit Dänemark errichtet. Auch die Freiwillige Feuerwehr von Bedsted wurde gegründet. Zu dieser Zeit und in den Folgejahren werden mehrere Betriebe und Vereine in Bedsted gegründet und auch geschlossen. 1962 und 1964 wurden eine Volksschule und ein deutscher Kindergarten eingeweiht.
Im Jahre 1970 wurde die Løgumkloster Kommune gegründet, zu der Bedsted von da an bis Ende 2006 gehörte. Seit dem ersten Januar 2007 gehört Bedsted zur damals neu eingeführten Tønder Kommune.

## Fotogalerie

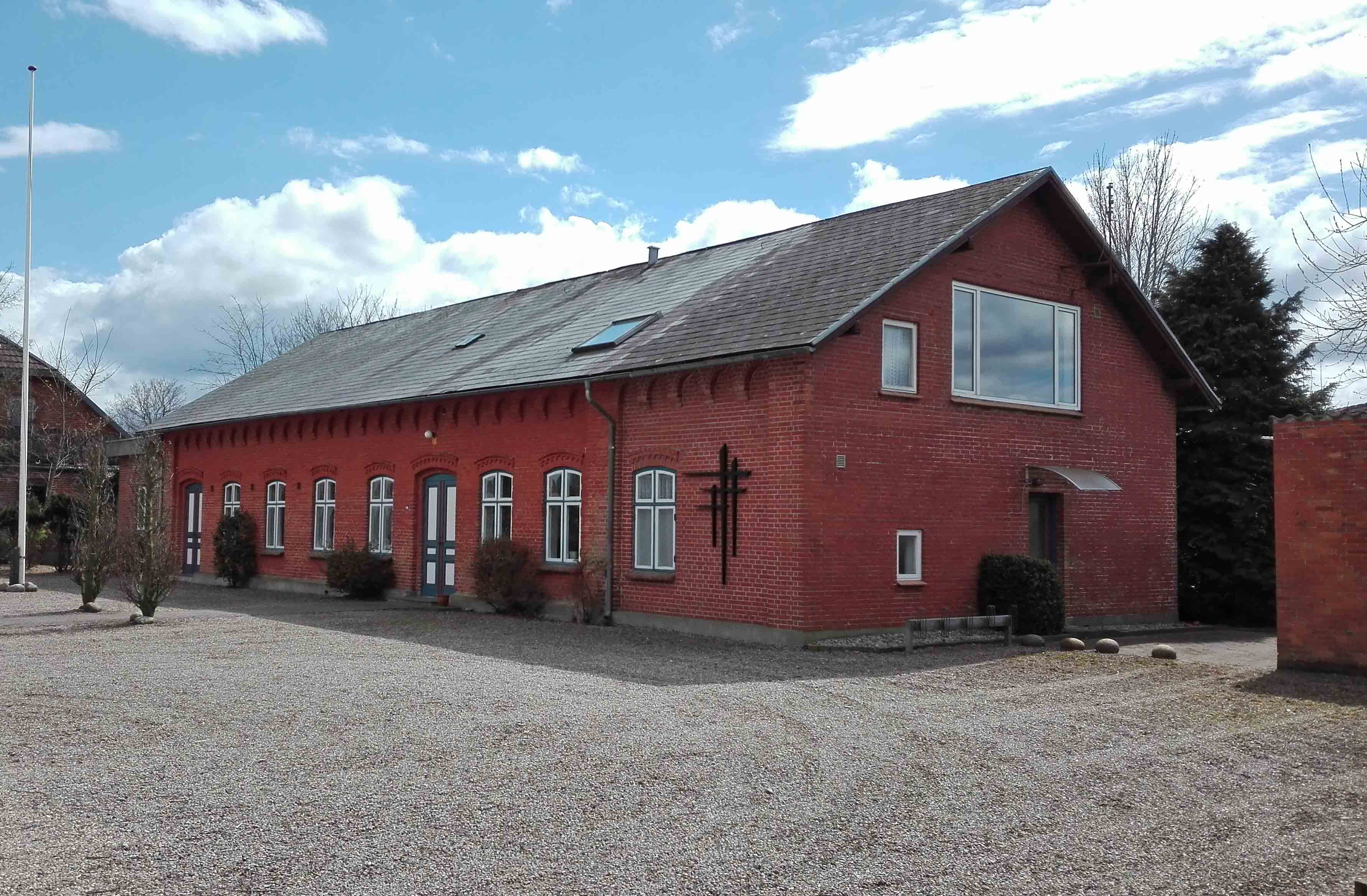
Missionshaus
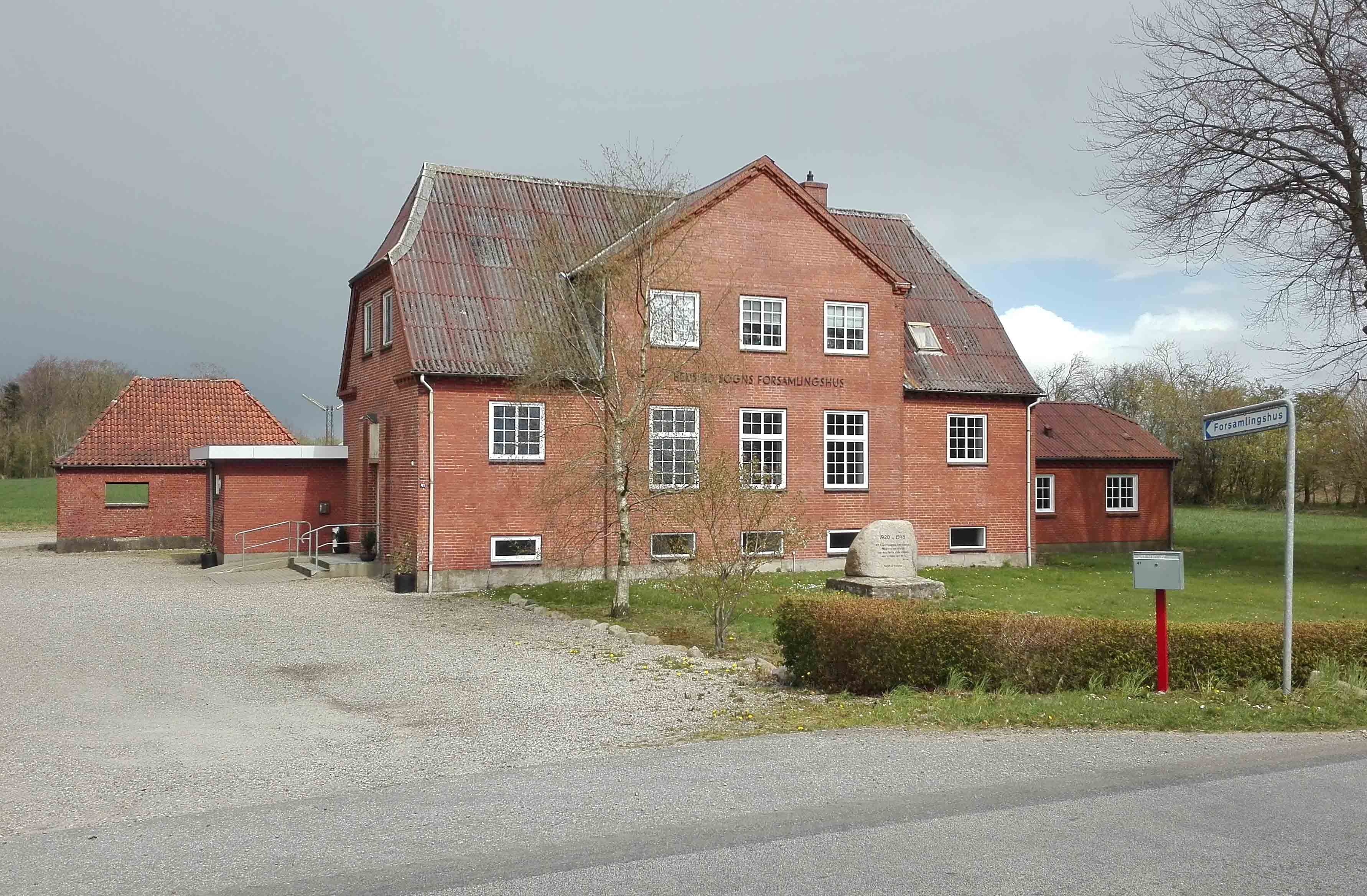
Versammlungshaus
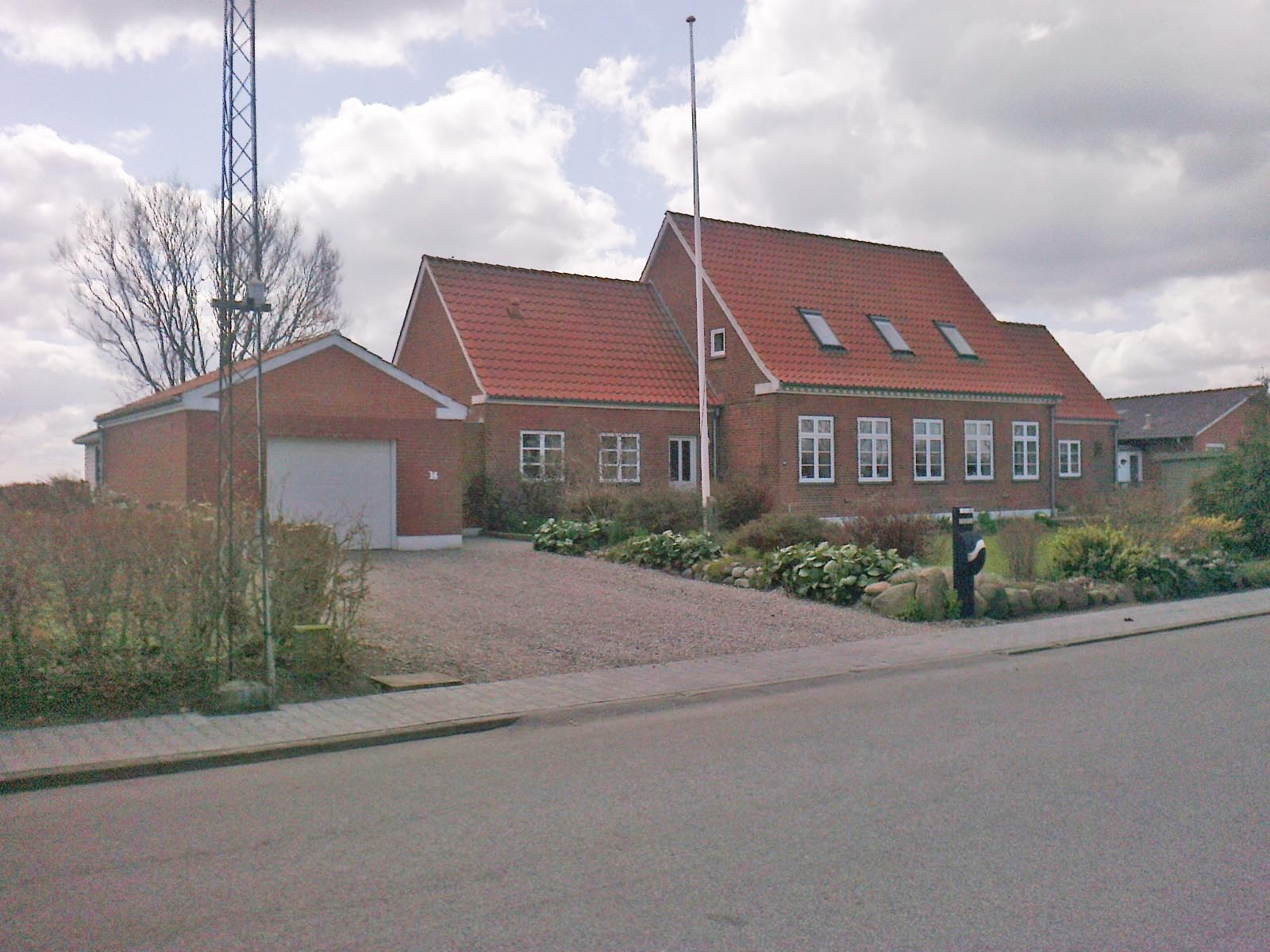
Der 1927 erbaute neue Bahnhof